# ماندراين الصينية
الماندراين الصينية أو الماندرين أو المندرينية (بالصينية: 官話)، هي اللغات التي يتحدث بها الصينيون في المناطق الشمالية الغربية والجنوبية الغربية من جمهورية الصين الشعبية.

## التسمية
مصطلح المندراين (بالإنجليزية: mandarin)، هي مصطلح إنجليزي مأخوذ من الأصل البرتغالية (بالبرتغالية: Mandarim).